# Мали медвед (сазвежђе)
Мали медвед (лат. Ursa Minor) је једно од 88 модерних и 48 Птолемејевих оригиналних сазвежђа, видљиво на северној земаљској полулопти. 
Познато је по томе што се у врху „репа“ Малог медведа налази звезда Северњача, тренутно важећи оријентир за смер севера.
У српском језику, астеризам који ствара његових 7 сјајних звезда се још назива и „Мала кола“.

## Карактеристике
Мали медвед се граничи са Жирафом на западу, Змајем на западу и Кефејом на истоку. Покривајући 256 квадратних степени, заузима 56. место од 88 сазвежђа по величини. Мали медвед је колоквијално познат у САД као Мала кутлача, јер његових седам најсјајнијих звијезда изгледа да формирају облик кутлаче (лопатице). Звезда на крају дршке кутлаче је Поларис. Поларис се такође може пронаћи тако што се прати линија кроз две звезде — Алфа и Бета Великог медведа, популарно назване Показивачи — које чине крај „посуде“ Великог Медведа, за 30 степени (три усправне песнице на дужини руке) преко ноћног неба. Четири звезде које чине посуду Малог медведа су друге, треће, четврте и пете магнитуде, и пружају једноставан водич за одређивање које магнитуде звезда су видљиве, што је корисно за становнике градова или за тестирање вида.
Скраћеница од три слова за сазвежђе, коју је усвојила IAU (Међународна астрономска унија) 1922. године је „UMi“. Званичне границе сазвежђа, које је поставио белгијски астроном Ежен Делпорт 1930. године, дефинисане су полигоном од 22 сегмента (илустровано у инфокутији). У екваторијалном координатном систему, координате десног успона ових граница леже између 08h 41.4m  и 22h 54.0m , док се координате деклинације крећу од северног небеског пола до 65,40° на југу. Њен положај на крајњој северној небеској хемисфери значи да је цело сазвежђе видљиво само посматрачима на северној хемисфери.